# D-batteri

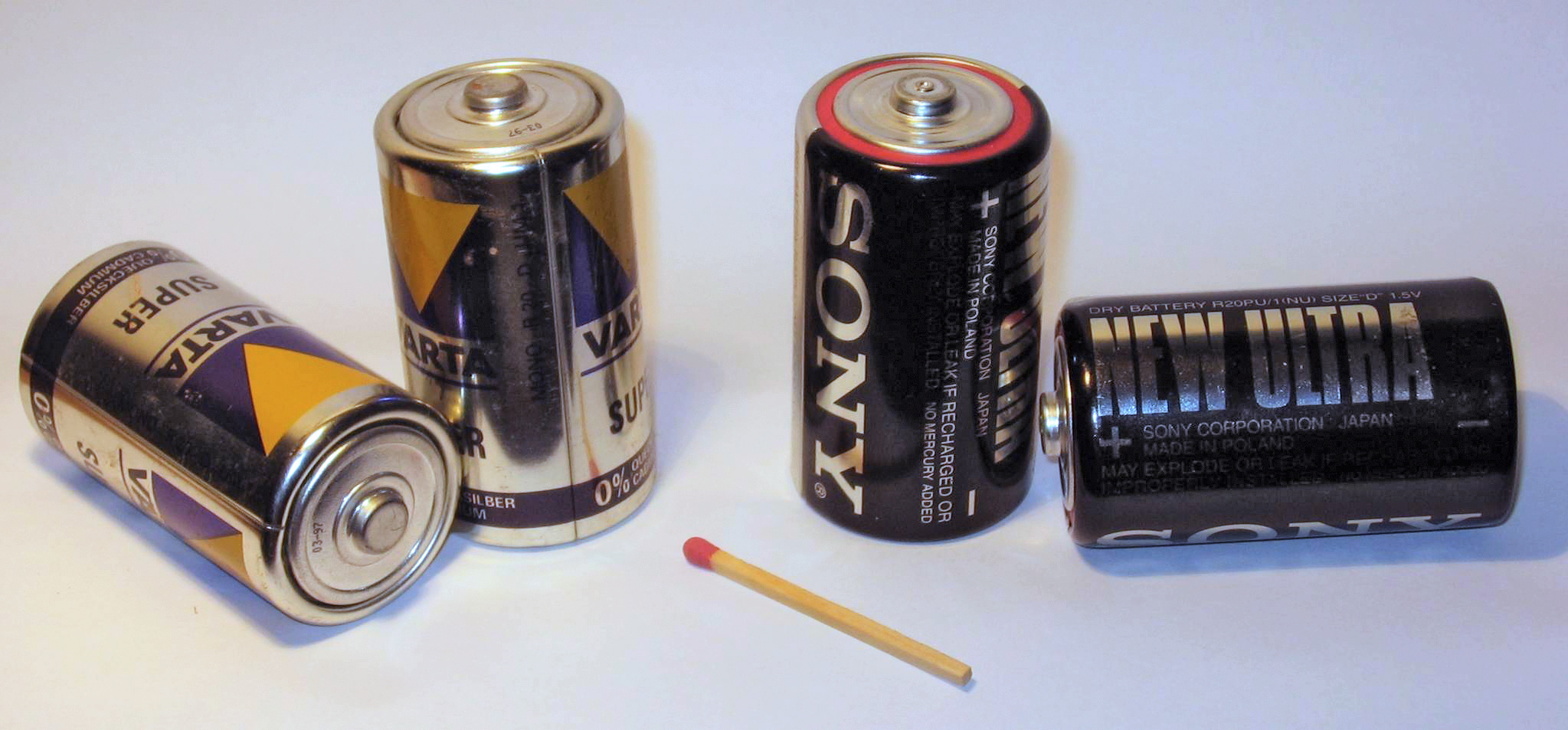
D-cells batterier

D batteri (D cell eller IEC R20) är en storlek av torrcell.  En D-cell är cylindrisk med elektriska kontakter vid varje ända; den positiva änden har en knopp eller bula.  D-celler används typiskt i tillämpningar med högt strömuttag (effekt), som till exempel i stora ficklampor, radiomottagare och sändare, bergsprängare, elektrisk motor, säkerhetssystem, geigermätare, megafon, eller andra tillämpningar som kräver längre användningstid.
Uppladdningsbara och icke uppladdningsbara celler tillverkas i storleken D-cell, med en spänning på anslutningsterminaler och kapacitet som beror på cellkemin.